# Podles, Silistra
Podles (în bulgară Подлес, în română Sârgilar) este un sat în comuna Glavinița, regiunea Silistra, Dobrogea de Sud, Bulgaria. 
Între anii 1913-1940 a făcut parte din plasa Turtucaia a județului Durostor, România. Satul era o enclavă bulgărească într-o zonă cu populație majoritară de etnie turcă. Lângă localitate au mai existat două așezări (azi dispărute) numite în timpul administrației românești: Canara-Mahle și Cufalcea (în bulgară Skalen Dol).

## Demografie
Componența etnică a satului Podles
     Turci (1,93%)
     Nicio identificare (3,22%)
     Bulgari (94,83%)
     Romi (0%)
La recensământul din 2011, populația satului Podles era de 155 locuitori. Din punct de vedere etnic, majoritatea locuitorilor (94,83%) erau bulgari, cu o minoritate de turci (1,93%). Pentru 3,22% din locuitori nu este cunoscută apartenența etnică.